# Липецк
Липецк (рус. Ли́пецк) град је у Русији и административно средиште Липецке области у Средишњем федералном округу. Налази се на обалама реке Вороњежа, који је у сливу реке Дона, 508 km југоисточно од Москве. Према попису становништва из 2010. у граду је живело 508 124 становника.
Липецк се први пут спомиње у хроникама из 13. века. 1284. године разарају га Монголи. 1702. Петар Велики је наредио изградњу железара у Липецку близу лежишта железне руде ради израде артиљеријских граната.
1796. је Липецк постао један од главних градова Тамбовске губерније.
1879. је Липецк био био домаћин конгреса чланова "Земље и воље".
У децембру 1917, бољшевици су преузели надзор над градом.
Главне индустрије у Липецку су црна металургија, машиноградња, прерада метала, производња оруђа, хемијска индустрија, прехрамбена индустрија и производња одеће.
Липецк је и један од најстаријих градова са блатним купкама и балнеолошких одмаралишта у Русији. Прво је отворено 1805). године. Лековито блато и минералне воде из локалних извора се користе за лечење болесника. Вода са натријумовим сулфатом и хлоридом се користи за терапеутске купке и пиће.

## Географија
Површина града износи 320 km².

## Становништво
Према прелиминарним подацима са пописа, у граду је 2010. живело 508 124 становника, 2.010 (0,40%) више него 2002.
| 1939.  | 1959.   | 1970.   | 1979.   | 1989.   | 2002.   | 2010.   |
| ------ | ------- | ------- | ------- | ------- | ------- | ------- |
| 66.644 | 156.515 | 289.138 | 395.638 | 449.635 | 506.114 | 508.124 |

## Партнерски градови
- Виница
- Котбус
- Крушевац